# Potentilla subviscosa
Potentilla subviscosa är en rosväxtart som beskrevs av Edward Lee Greene. Potentilla subviscosa ingår i Fingerörtssläktet som ingår i familjen rosväxter. Utöver nominatformen finns också underarten P. s. ramulosa.